# Tipizzazione del sangue
La tipizzazione del sangue, o tipizzazione del gruppo sanguigno, è una procedura di laboratorio utilizzata per identificare gli antigeni sui globuli rossi di una persona, determinando il loro gruppo sanguigno.
La tipizzazione di routine corrisponde alla determinazione dei gruppi dei sistemi AB0 e RhD, e viene eseguita prima delle trasfusioni di sangue per garantire la compatibilità del sangue del donatore. Viene anche usato per aiutare a diagnosticare la malattia emolitica del neonato, una patologia causata dall'incompatibilità tra i gruppi sanguigni della madre e del feto. La tipizzazione AB0 comporta sia l'identificazione degli antigeni AB0 sui globuli rossi (front type, tipizzazione diretta) sia l'identificazione degli anticorpi AB0 nel plasma (back typing, tipizzazione inversa).
In situazioni speciali possono essere testati altri antigeni dei gruppi sanguigni, come Rh C/c, Rh E/e o Kell.

## Metodi
La tipizzazione del sangue viene solitamente eseguita utilizzando metodi sierologici, che utilizzano reagenti contenenti anticorpi (chiamati antisieri) per identificare gli antigeni dei gruppi sanguigni. I metodi sierologici si basano sulla capacità degli anticorpi di far aggregare i globuli rossi quando si legano agli antigeni sulla superficie cellulare, un fenomeno chiamato agglutinazione. Sono disponibili numerosi metodi sierologici, che vanno dalla tipizzazione manuale del sangue utilizzando provette o vetrini a sistemi completamente automatizzati.
I gruppi sanguigni possono anche essere determinati mediante test genetici, che vengono utilizzati quando sono presenti condizioni che interferiscono con i test sierologici o quando è richiesto un alto grado di accuratezza nell'identificazione dell'antigene.

## Errori e discrepanze
Numerose condizioni possono causare risultati falsi o indeterminati nella tipizzazione del sangue: quando questi problemi influiscono sulla tipizzazione AB0, vengono chiamati “discrepanze AB0”. Le discrepanze AB0 devono essere investigate e risolte per poter determinare il gruppo sanguigno della persona; esistono diverse procedure per risolvere le discrepanze AB0 a seconda delle cause.
Fonti di errore nella tipizzazione del sangue includono il fenomeno della "D debole" (in cui una persona positiva per l'antigene RhD mostra reazioni deboli o negative quando testata per RhD) e la presenza di IgG sui globuli rossi, che interferiscono con la tipizzazione di alcuni antigeni di gruppo.